# Afrocanthium mundianum
Afrocanthium mundianum är en måreväxtart som först beskrevs av Adelbert von Chamisso och Diederich Franz Leonhard von Schlechtendal, och fick sitt nu gällande namn av Henrik Lantz. Afrocanthium mundianum ingår i släktet Afrocanthium och familjen måreväxter. Inga underarter finns listade i Catalogue of Life.